# Anastasiya Petryk
Anastasia Ihorivna Petrik (en ucraniano: Анастасія Ігорівна Петрик; Nerubaiske, Odesa, 4 de mayo de 2002), también conocida como Nastia Petrik, es una cantante ucraniana. Es más conocida por haber sido la ganadora de la décima edición del Festival de la Canción de Eurovisión Júnior, celebrada en Ámsterdam (Países Bajos), con la canción «Nebo».

## Biografía
En 2009, a la edad de siete años, Anastasia Petrik apareció en la segunda temporada de Ucrania tiene talento con su hermana mayor Victoria Petrik, que representó a Ucrania en el Festival de la Canción de Eurovisión Júnior de 2008, quedando en segundo lugar.
Aunque Anastasia solo estaba apoyando a su hermana detrás del escenario, los jueces la invitaron a cantar una canción con su hermana Victoria. Tras cantar «I Love Rock 'n' Roll», fueron invitadas a participar juntas en el programa, llegando a las semifinales. Ese mismo año Anastasia también ganó el primer premio en el Festival Internacional de la Canción Joven Galicia, celebrado en Novoyavorivsk, y el segundo premio en los Juegos del Mar Negro, celebrados en Jersón.
En 2010 Anastasia participó en Festival de la Nueva Ola Infantil, celebrado en Artek, como invitada de honor, interpretando la canción «Snih» («Сніг») de Irina Bilik, a dúo con Filipp Kirkórov. Anastasia ganó el primer premio en la categoría de menores de edad (de ocho a doce años). Su hermana mayor, Victoria, ganó en la categoría de mayores de edad.

Anastasia tiene duetos con otros artistas famosos, en particular, con Nina Matvienko interpretó la canción «Skripalʹ osinniy» («Скрипаль осінній»). Los directores de fotografía colaboran con Anastasia; actualmente está filmando el largometraje Ptashinka (Пташинка ‘El pájaro’). Anastasia se distingue por su voz de jazz adulta, no infantil. Según la cantante Ani Lorak: «esta niña canta como Ella Fitzgerald».

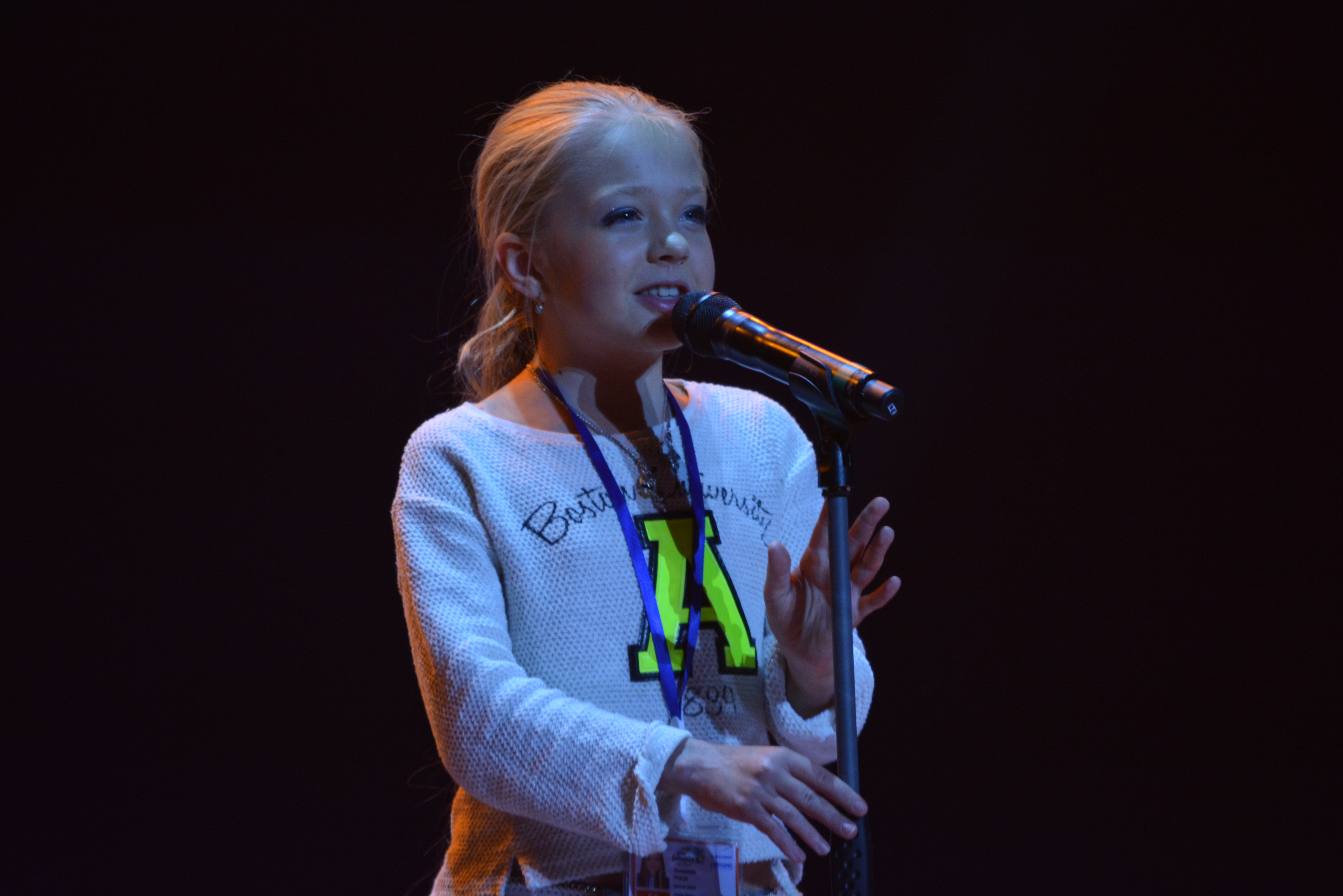
Anastasia Petrik en el ensayo de Eurovisión júnior de 2013.

En 2012 ganó el Festival de la Canción de Eurovisión Júnior, celebrado en Ámsterdam, Países Bajos, representando a Ucrania con la canción «Nebo» («Небо»). Estableció nuevos récords con el mayor margen de victoria en Eurovisión júnior con 138 puntos (35 puntos por delante del segundo lugar), y el mayor porcentaje de puntuaciones de doce puntos, recibiendo doce puntos de ocho de los doce países votantes (excluyendo a Ucrania).
En la primavera de 2022, tras la invasión rusa de Ucrania, Petrik se mudó a Filadelfia, Estados Unidos.

## Discografía

### Sencillos
| Año  | Título                                   |
| ---- | ---------------------------------------- |
| 2010 | «Oh! Darling»                            |
| 2010 | «I Love Rock 'n' Roll»                   |
| 2011 | «When You Believe» (con Victoria Petrik) |
| 2012 | «Nebo» («Небо»)                          |
| 2013 | «Peremoha» («Перемога»)                  |
| 2013 | «Number One (Winner)»                    |
| 2015 | «Muzika» («Музика»)                      |
| 2015 | «Mamma Knows Best»                       |

## Premios y nominaciones
| Año  | Premio                | Resultado  |
| ---- | --------------------- | ---------- |
| 2009 | Moloda Halichina      | 1.er lugar |
| 2009 | Juegos del Mar Negro  | 2.º lugar  |
| 2010 | Nueva Ola Infantil    | 1.er lugar |
| 2012 | Eurovisión Júnior     | 1.er lugar |
| 2015 | Joven talento del año | Nominada   |